# 假面騎士GOTCHARD The Future Daybreak
《假面騎士GOTCHARD The Future Daybreak》，是日本特攝節目《假面騎士GOTCHARD》的獨立劇場版。日本於2024年7月26日上映，標語為「抓住，未來的GOTCHA！（日语：つかめ、未来のガッチャ！）」。
此外同步上映《爆上戰隊BoonBoomger》劇場版《爆上戰隊BoonBoomger 劇場BOON！PROMISE THE CIRCUIT》。

## 本作特色
- 本作續延用在本篇第16 - 18話為假面騎士GOTCHARD DAYBREAK配音的DAIGO做為未來的寶太郎演員。[3][4]
- 本作邀請到知名搞笑藝人 - 小島義雄客串演出謎之鍊金術師但馬鐵男。
- 在本篇第33 - 35話中客串飾演「鳳櫻・輝夜・石英 / 假面騎士LEGEND」的演員永田聖一朗亦在本作中登場[5][6]；並且在本篇第22 - 23話中客串演出心動吸血鬼的演員山中柔太朗亦在本作中登場[7]。
- 在本篇中飾演「格里昂」的演員鎌苅健太於本作中飾演主要反派騎士假面騎士DORADO。
- 因逢本年度為《假面骑士Decade》15週年紀念而本作也邀請了飾演主角“門矢 士”的演員井上正大[註 1][8]也同樣於本作中客串登場[9]，亦是繼《平成騎士對昭和騎士 假面騎士大戰 feat.超級戰隊》後，睽違10年後再度於劇場版作品中客串演出[註 2]。
- 本作繼《劇場版 假面騎士Decade 全騎士 VS 大修卡》及《劇場版 假面騎士ZI-O Over Quartzer》之後，再次出現歴代騎士的主要角色於獨立劇場版作品中客串演出。
- 本作繼《假面騎士×假面騎士 Drive & 鎧武 MOVIE大戰 Full Throttle》及《劇場版 假面騎士EX-AID True·Ending》後，第三次出現於劇場版登場沒有變身者設定的量產假面騎士。
- 本作繼《剧场版 假面骑士Build Be The One》及《劇場版 假面騎士ZI-O Over Quartzer》後，第三次出現以主題曲的名稱作為該劇場版的標題[註 3]。
- 本作繼《劇場版 再見，假面騎士電王 Final Countdown》、《假面騎士×假面騎士 Fourze & OOO MOVIE大戰MEGA MAX》、《劇場版 假面騎士Drive Surprise Future》、《假面騎士Beyond Generations》及《電影 假面騎士GEATS 四人的ACE與黑狐》後，再次出現於未来登場的騎士。
- 下部系列作《假面騎士GAVV》的同名主角騎士與其砰擊軟糖及拳擊軟糖輔助型態於本作先行登場；亦是繼《假面騎士W Forever A至Z/命運的Gaia Memory》及《劇場版 假面騎士OOO WONDERFUL 將軍與21枚核心硬幣》後，第三度出現其飾演該下部系列作主角的演員於劇場版中先行客串登場[註 4][10]。
- 本作的時間點位在《假面騎士GOTCHARD》本篇第43~44話之間[11][註 5][註 6]。

## 故事概要
突然，敵人的大軍從未來的世界通過時空之門襲擊，與其應戰的一之瀨寶太郎等人察覺到未來的危機。
為了幫助“20年後的寶太郎”，寶太郎一行人乘坐「巨型列車」跨越時空，踏上前往DAYBREAK所在的未來大冒險。
兩個GOTCHARD，鍊金術師和克米們，大家一起齊心協力，奪回未來。

## 故事背景&用語
時空之門
原文：
從2044年的另一個時空通往一之瀨寶太郎等人所處的時空的通道，冥黑死亡面具的海爾克雷特藉由該通道，率領DREAD騎兵入侵。
2044年的世界
原文：
距離本篇世界線20年後的未來，也是未來的一之瀨寶太郎所身處的時空。
於輝夜的口中揭露，實際上是從一之瀬寶太郎等人所處的時空分裂出的另一個未來。
一之瀬寶太郎和九堂凜音為了協助身處該時空中的未來的寶太郎，與加治木涼三人搭乘由眾人鍊成的巨型列車抵達該時空。
加治木涼形容這個時空為「失落的世界（ / The Lost World）。」
- 拍攝地點於日本島根縣的出雲市、雲南市的出雲巨蛋、日御碕、舊大社車站和菅谷たたら山内[12]。

暗黑以太卡
原文： / Dark Ether Card
為假面騎士DORADO的變身道具。
藉由吸收了人們的絕望所鍊成的卡片。
名稱由來：以太
冥黑死亡面具
原文： / Meikoku no Death Mask
為未來世界中服從格里昂的成員所組成的敵役組織。
由海爾克雷特、拉奇涅蕾絲及阿爾薩德三人所組成，三人都帶著面具。
名稱由來：死亡面具

## 登場人物

### 本篇原主要人物
一之瀨寶太郎（いちのせ・ほうたろう）（本島純政飾）
假面騎士GOTCHARD的變身者。
為協助另一個“2044年的時空”的自己，與凜音一同搭乘由眾人鍊成的巨型列車抵達未來的寶太郎所在的時空。
九堂凜音（くどう・りんね）（松本麗世飾）
假面騎士MAJADE的變身者。
寶太郎的同班同學，亦是鍊金學院的鍊金術師。
為協助另一個“2044年的時空”的寶太郎，與寶太郎一同搭乘由眾人鍊成的巨型列車抵達未來的寶太郎所在的時空。
黑鋼史帕納（くろがね・スパナ）（藤林泰也飾）
假面騎士VALVARAD的變身者。
鍊金連合所屬的超A級鍊金術師。
與鍊金學院等眾人及輝夜一同在現代擊退了DREAD騎兵。
在與DREAD騎兵戰鬥中遭遇危機時一度被“生真・史托瑪克/假面騎士GAVV”拯救，並且收下對方給予的軟糖。
鳳櫻・輝夜・石英（永田聖一朗飾）
假面騎士LEGEND的變身者。
為了將來自從另一個“2044年的時空”的未來來到現代的DREAD騎兵襲擊的一事告知一之瀬寶太郎等人，再度回到了一之瀬寶太郎等人所處的世界。
與史帕納及鍊金學院眾人於現代一同擊退DREAD騎兵。
在與DREAD騎兵的戰鬥中一度被逼到走投無路時被門矢士所救，也從門矢士身上的獲得了一張全新的傳說騎士克米卡。
銀杏蓮華（いちょう・れんげ）（安倍乙飾）
鍊金學院的學生，寶太郎與凜音的前輩。
鶴原錆丸（つるはら・さびまる）（富園力也飾）
鍊金學院的學生，寶太郎與凜音的前輩。
九堂風雅（くどう・ふうが）（石丸幹二飾）
凜音的父親，是名傑出的鍊金術師。
湊（熊木陸斗飾）
鍊金學院的老師。
枝見鏡花（えだみ・きょうか）（福田沙紀飾）
鍊金連合的開發者，史帕納的師傅。
格里昂（鎌苅健太飾）
鍊金連合的前開發者，暗黑鍊金術師。
於另一個“2044年的時空”為“冥黑死亡面具”的首領兼未來世界的統治者，亦是假面騎士DORADO的變身者。
亞特羅波斯（沖田絃乃飾）
冥黑三姊妹的長女。
本作登場為另一個「2044年的時空」分裂出的另一個未來的亞特羅波斯，因格里昂創造出冥黑死亡面具而被拋棄，與未來的寶太郎一同戰鬥。
克洛托（宮原華音飾）
冥黑三姊妹的次女。
本作登場為另一個「2044年的時空」分裂出的另一個未來的克洛托，因格里昂創造出冥黑死亡面具而被拋棄，與未來的寶太郎一同戰鬥。
拉克西斯（坂卷有紗飾）
冥黑三姊妹的三女。
本作登場為另一個「2044年的時空」分裂出的另一個未來的拉克西斯，因格里昂創造出冥黑死亡面具而被拋棄後，為了保護亞特羅波斯和克洛托而死亡。
加治木涼（かじき・りょう）（加部亞門飾）
寶太郎的同班同學，喜好神祕學的少年。
在寶太郎和凜音一同搭乘巨型列車前往未來的寶太郎所在的時空時偷偷搭乘列車，與兩人一同前往該時空。

### 本作登場人物
未來的寶太郎（DAIGO飾）
假面騎士GOTCHARD DAYBREAK的變身者。
為20年後“2044年的時空”分裂出的另一個未來的一之瀨寶太郎，戒指寶石的顏色與現在的寶太郎不同，為橙色的戒指。
在20年前的聖誕節最初與格里昂交手時傷到右眼，也因此戴起眼罩。
而在20年間，為了守護倖存下來的人們，也為了夥伴而獨自孤獨地戰鬥著。
- 在寶太郎失去凜音時的橋段由本島純政飾演，為了不與現在的寶太郎混淆，決定讓未來的寶太郎戴上眼罩作為區別[14]。

破曉蝗蟲1（CV：福圓美里）
為20年後“2044年的時空”分裂出的另一個未來的蝗蟲1，為未來的寶太郎的夥伴。
因九堂凜音的逝去，讓未來的寶太郎悲憤不已，100張駕馭克米卡變成了破曉克米卡，外觀變得跟破曉克米卡一樣的顏色。
但馬鐵男（たじま・てつお）（小島義雄飾）
未來世界的優秀鍊金術師，未來的寶太郎的夥伴。
為了對抗強大的敵人而持續進行鍊金術的研究，企圖喚醒克米隱藏的力量。
在戰況嚴峻夥伴不斷減員的情況下，還得擔心不要命地戰鬥的寶太郎。
榊一香（さかき・いちか）（垂水文音飾）
未來世界的難民營少女。
被阿爾薩德帶走父親的她，為了尋回父親，而與寶太郎共同行動。
海爾克雷特（藤林泰也飾）
天使瑪魯加姆的變身者。
冥黑死亡面具中的紅面，其外貌與黑鋼史帕納相似。
拉奇涅蕾絲（坂卷有紗飾）
大蛇瑪魯加姆的變身者。
冥黑死亡面具中的白面，其外貌與拉克西斯相似。
阿爾薩德（熊木陸斗飾）
龍瑪魯加姆的變身者。
冥黑死亡面具中的青面，其外貌與湊相似。
但不同於湊，其性格相當冷酷殘忍。
冥黑王（CV：小西克幸）

### 《假面騎士Decade》
門矢士（井上正大飾）
行走於平行世界之人，有著“世界的破壞者”、“路過的假面騎士”等稱號的男人，也是輝夜的恩人。
在輝夜被DREAD騎兵圍攻時，透過極光幕出現輝夜面前，使用BlackbirdFly相機拍攝一張相片給予輝夜，之後該相片轉化成新的傳說騎士克米卡。

### 《假面騎士GAVV》
生真・史托瑪克（知念英和飾）
假面騎士GAVV的變身者。
在黑鋼史帕納遭遇危機之時出手協助的謎之青年，並將軟糖交給史帕納。
- GAVV的出現是因為門矢士藉由極光幕將其帶來的，這是下一部系列作《假面騎士GAVV》主導演杉原輝昭安排的裏設定[16]。

## 本作限定登場假面騎士 / 形態

### 假面騎士GOTCHARD
變身者：一之瀨寶太郎（替身演員：永德、CV：本島純政）
原文： / 
騎士模式
| 形態名稱     | 簡介 | 外觀                           | 能力 | 必殺技                       |
| 奇跡GOTCHARD | 裝置 NIJIGON 搭配 HOPPER101 Ride Chemy Card 和 GIGANTLINER Ride Chemy Card變身的形態，為假面騎士GOTCHARD的特殊型態。 | 全身以水藍、金、銀、黑色為主。 |      | GOTCHAR RAINBOW FEVER 原文： |

### 假面騎士GOTCHARD DAYBREAK
變身者：未來的寶太郎（替身演員：浅井宏輔、CV：DAIGO）
原文： / 
形態
| 形態名稱      | 簡介 | 外觀                             | 能力 | 必殺技              |
| 閃耀 DAYBREAK | GOTCHARDRIVER（DAYBREAK Ver.） 搭配 SHINING HOPPER1 Ride Chemy Card 和 SHINING STEAMLINER Ride Chemy Card 變身的形態，為假面騎士GOTCHARD DAYBREAK的強化型態。 | 全身以橙、黃、蒼、紫、黑色為主。 |      | RISING FEVER 原文： |

### 假面騎士DORADO
變身者：格里昂（替身演員：齊藤謙也、CV：鎌苅健太）
原文： / 
名稱由來：黃金國
形態
| 形態名稱         | 簡介                                           | 外觀                         | 能力 | 必殺技          |
| Default 基本形態 | ELDORADRIVER 搭配 Dark Ether Card 變身的形態。 | 全身以金、紅、白、黑色為主。 |      | THEURGIA 原文： |

### DREAD騎兵
變身者：無
原文： / 
名稱由來：恐懼 + 騎兵，意指該騎士給人的恐懼感就像組織一支軍隊一樣，不停地擴大。
形態
| 形態名稱       | 簡介 | 外觀                                 | 能力 | 必殺技 |
| Type Army 軍式 | 僅使用DREADRIVER（MP）鍊成的形態。 本篇於最終話正式登場。 身高：不定 體重：不定 拳擊力：5.8t 踢擊力：8.6t 跳躍力：9.2m 行動速度：9.9秒（100m） | 全身以紅、黑色為主。                 | 盔甲具有卓越的耐火性能，一般武器難以破壞，並且質量輕巧，能提高部隊的機動性。 身體大小能依照格里昂的意志改變。被摧毀後，堅硬的骨骼增加頭部存活機會，從而繼續向格里昂傳送情報。 |        |
| Type Zero 零式 | DREADRIVER 搭配 REPLI STEAMLINER Chemy Card 變身的形態。                                                                                       | 其全身配色與假面騎士DREAD 零式相似。 | 作為DREAD騎兵的指揮官使用。 |        |
| Type One 壹式  | DREADRIVER 搭配 REPLI STEAMLINER Chemy Card 和 REPLI UNICON Chemy Card 變身的形態。                                                            | 其全身配色與假面騎士DREAD 壹式相似。 | 作為DREAD騎兵的指揮官使用。 |        |
| Type Two 貳式  | DREADRIVER 搭配 REPLI STEAMLINER Chemy Card 和 REPLI DAIOHNI Chemy Card 變身的形態。                                                           | 其全身配色與假面騎士DREAD 貳式相似。 | 作為DREAD騎兵的指揮官使用。 |        |
| Type Three 式  | DREADRIVER 搭配 REPLI STEAMLINER Chemy Card 、REPLI UNICON Chemy Card 和 REPLI DAIOHNI Chemy Card 變身的形態。                                 | 全身配色與假面騎士DREAD 參式相似。   | 作為DREAD騎兵的指揮官使用。 |        |

## 本作登場道具

### 變身道具
- 黃金國驅動器

原文： / 
音效：置鮎龍太郎
假面騎士DORADO跟假面騎士ELD所使用的變身腰帶。
變身：
假面騎士DORADO：在腰帶上方掃描克米卡並插入插槽後，轉動右側的金色魔方形狀轉盤就能進行變身。
假面騎士ELD：在腰帶上方掃描克米卡並插入插槽後，然後將前端面板由右至左扳開就能進行變身。
必殺技：轉動右側的金色魔方形狀轉盤90度一至三次發動必殺技。
將拉桿扳回中央後，再次向左側拉開發動必殺技。
將拉桿扳回中央，轉動右側的金色魔方形狀轉盤90度三次後，將拉桿向左側拉開發動超必殺技。
掃描卡片後，轉動右側的金色魔方形狀轉盤90度發動必殺技。
掃描四枚以上卡片後，轉動右側的金色魔方形狀轉盤90度發動必殺技。

### 專屬武裝
- 大鎌刀

原文：
假面騎士DORADO所使用的大鎌刀。

### 駕馭克米卡（Ride Chemy Card）
| 英文名稱           | 日文名稱 | 中文名稱     | 卡片屬性         | 等級數字 | 備註 |
| ------------------ | -------- | ------------ | ---------------- | -------- | --- |
| HOPPER101          |          | 蝗蟲101      | 昆蟲 （INSECT）  | EX       | 存放蝗蟲型克米的卡片。 蝗蟲1在獲得所有克米託付的力量，回應它們的期望而進化的姿態。                              |
| GIGANTLINER        |          | 巨型列車     | 載具 （VEHICLE） | EX       | 存放蒸汽火車型克米的卡片。 九堂風雅使用時間領主、九尾和瞬移翼龍三張克米卡的力量，將蒸汽列車再鍊成而誕生的姿態。 |
| SHINING HOPPER1    |          | 閃耀蝗蟲1    | 昆蟲 （INSECT）  | EX       | 存放蝗蟲型克米的卡片。 為破曉蝗蟲1與破曉太陽融合後進化的姿態。                                                  |
| SHINING STEAMLINER |          | 閃耀蒸汽列車 | 載具 （VEHICLE） | EX       | 存放蒸汽火車型克米的卡片。 為破曉蒸汽列車與破曉太陽融合後進化的姿態。                                           |
| DARK ETHER         |          | 暗黑以太     | 其他             | EX       | 以人們的絕望鍊成的卡片。                                                                                        |

## 本作登場怪人
- 天使瑪魯加姆

原文： / 
身高：
體重：
特色 / 能力：
（替身演員：、CV：藤林泰也）
冥黑死亡面具中的紅面 - 海爾克雷特變身的怪人型態。
- 大蛇瑪魯加姆

原文： / 
身高：
體重：
特色 / 能力：
（替身演員：、CV：坂卷有紗）
冥黑死亡面具中的白面 - 拉奇涅蕾絲變身的怪人型態。
- 龍瑪魯加姆

原文： / 
身高：
體重：
特色 / 能力：
（替身演員：、CV：熊木陸斗）
冥黑死亡面具中的青面 - 阿爾薩德變身的怪人型態。
- 冥黑王

原文： / 
身高：
體重：
特色 / 能力：
（替身演員：、CV：小西克幸）
在格里昂被擊敗後出現並巨大化的敵人。

## 樂曲

### 主題曲
「THE FUTURE DAYBREAK」
- 演唱：BACK-ON × FLOW
- 作詞：Hi-yunk (BACK-ON) / TEEDA / KOHSHI(FLOW)
- 作曲：Hi-yunk (BACK-ON) / TAKE(FLOW)
- 編曲：Hi-yunk (BACK-ON) / FLOW

## 演員
- 一之瀨寶太郎 - 本島純政
- 九堂凜音 - 松本麗世
- 黑鋼史帕納、海爾克雷特 - 藤林泰也
- 銀杏蓮華 - 安倍乙
- 鶴原錆丸 - 富園力也
- 加治木涼 - 加部亞門
- 湊、阿爾薩德 - 熊木陸斗
- 鳳櫻・輝夜・石英 - 永田聖一朗
- 枝見鏡花 - 福田沙紀
- 九堂風雅 - 石丸幹二
- 亞特羅波斯 - 沖田絃乃
- 克洛托 - 宮原華音
- 拉克西斯、拉奇涅蕾絲 - 坂卷有紗
- 心動吸血鬼 - 山中柔太朗
- 格里昂 - 鎌苅健太
- 未來的寶太郎 - DAIGO
- 但馬鐵男 - 小島義雄
- 榊一香 - 垂水文音
- 一香的父親 - 佐渡山順久
- 門矢士 - 井上正大
- 生真 - 知念英和

### 配音演出
- GOTCHARD驅動器音效、VALVARAD驅動器音效、智慧型手機、冥黑王 - 小西克幸
- 鍊金驅動器音效 - 東雲はる
- 蝗蟲1 - 福圓美里
- 蒸汽列車 - 檜山修之
- 彩虹龍 - 岡本信彦
- UFO-X - 保志総一朗
- 黃金衝刺 - 一條和矢

## 製作人員
- 原作 - 石之森章太郎
- 編劇 - 長谷川圭一
- 導演 - 田崎龍太
- 音樂 - 高木洋
- 動作導演 - 福澤博文
- 特攝導演 - 佛田洋
- 《假面騎士GAVV》
  - 演出協力 - 杉原輝昭
  - 動作演出協力 - 藤田慧（JAE）
  - 製作協力 - 武部直美、瀧島南美、高橋諒平
  - 音樂 - 坂部剛